# 戈尔韦
戈尔韦（英語：Galway，/ˈɡɔːlweɪ/，愛爾蘭語發音：[ˈɡalʲɪvʲ]），一译高威，爱尔兰共和国西部大西洋畔的城市，也是戈尔韦郡的郡治所在。
它位于科里布河河畔，2016年人口79,934，是爱尔兰第六大城市。

## 友好城市
- 丹麦奥尔堡
- 英国布拉德福德
- 美国马萨诸塞州剑桥
- 美国伊利诺伊州芝加哥
- 法国洛里昂
- 英国迈斯泰格
- 美国威斯康星州密尔沃基
- 加拿大蒙克顿
- 美国密苏里州圣路易斯
- 美国华盛顿州西雅图
- 新西兰怀塔克雷